# Presentism (litterär och historisk analys)
Presentism är en typ av historisk analys där dagens idéer och perspektiv anakronistiskt introduceras i avbildningar eller tolkningar av historien. Vissa moderna historiker undviker presentism i sina verk eftersom de anser att det skapar en skev förståelse av ämnet.
Oxford English Dictionary ger den första definitionen på presentism i dess historiografiska mening från 1916, och ordet kan ha använts i denna mening så tidigt som på 1870-talet. Historikern David Hackett Fischer identifierar presentism som ett logikfel, även kallat nunc pro tunc. Han har skrivit att ett "klassiskt exempel" på presentism var den så kallade whig-historien där vissa 1800- och 1900-talshistoriker i Storbritannien skrev historia på ett sätt som använde historien för att validera deras politiska åsikter. Denna tolkning var presentistisk, eftersom den inte skildrade historien i en objektiv historisk kontext, utan istället såg historia genom kontemporära åsikter.